# Echte Ohrzikade

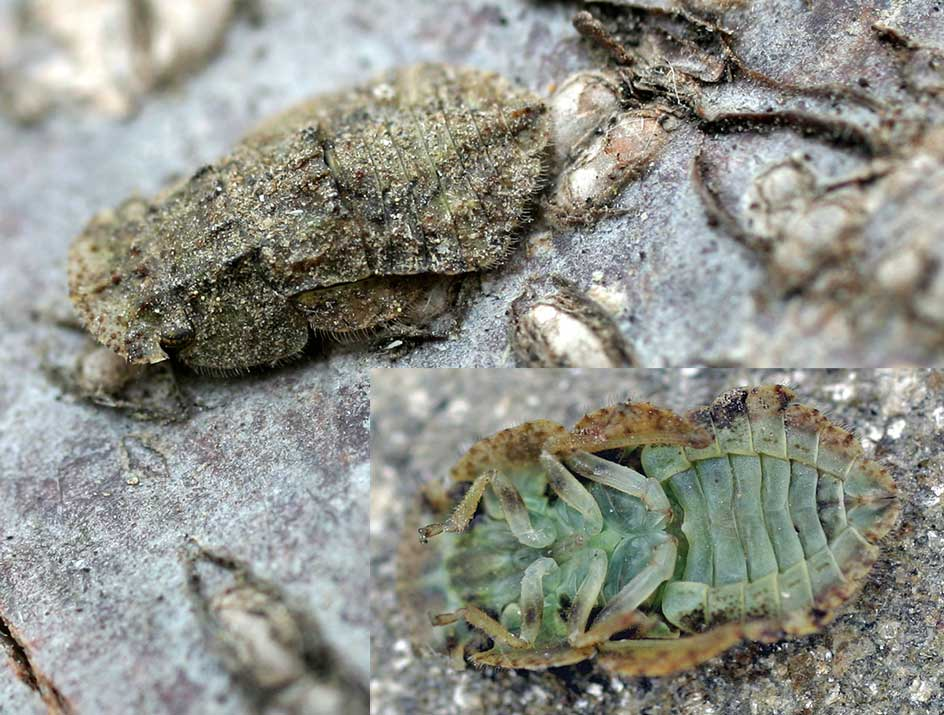
Larve der Echten Ohrzikade

Die Echte Ohrzikade (Ledra aurita), auch Ohrenzikade, Ohrzikade oder Ohrzirpe, ist eine Rundkopfzikade (Cicadomorpha) in der Familie der Zwergzikaden (Cicadellidae). Sie ist in Europa die einzige Art der Gattung Ledra und hier auch die einzige Zikadenart mit einer Anpassung an das Leben auf Baumrinde. Durch ohrenförmige Auswüchse auf dem Halsschild ist die Art unverwechselbar.

## Verbreitung und Lebensraum
Ledra aurita ist von Europa bis Sibirien und im Süden bis nach Nordafrika verbreitet (paläarktisch). Sie lebt in offenen und geschlossenen Laubwäldern, wo sie sich meist in den Baumkronen aufhält. Die Zikadenart ist gebietsweise häufig, aber aufgrund ihrer guten Tarnung und ihrer versteckten Lebensweise nur schwer zu finden.

## Merkmale
Die Echte Ohrzikade erreicht Körperlängen zwischen 13 und 18 Millimetern. Die Grundfärbung ihres Körpers ist graugrün oder graugelb mit braunen Sprenkeln. Die Adern der Vorderflügel bilden ein stark vorspringendes Netzwerk. Die Schienen (Tibia) der Hinterbeine sind blattartig nach außen verbreitert. Der Scheitel (Vertex) des Kopfes ist nach vorne flach schaufelartig verlängert. Der Halsschild (Pronotum) trägt seitlich zwei ohrenförmige Auswüchse, welche dem Insekt sowohl den wissenschaftlichen (lat. auritus, -a, -um = mit Ohren versehen), als auch den deutschen Namen eingetragen haben.
Die den adulten Tieren (Imagines) bereits sehr ähnlichen Larven sind ebenso wie diese gefärbt. Sie sind in der Körperform fast napfförmig flach. Ihre Flügel und die Auswüchse des Halsschildes sind noch nicht voll entwickelt; in den letzten Larvenstadien ist jedoch der vorgezogenen Kopf bereits deutlich erkennbar.

## Lebensweise
Die Zikade ist an das Leben auf Baumrinde angepasst. Durch die Konturen auflösende Färbung sind sowohl die Larven als auch die erwachsenen Tiere auf dem Untergrund sehr gut getarnt und kaum zu erkennen. Die Zikaden saugen mit ihren speziell gebauten, stechend-saugenden Mundwerkzeugen den Pflanzensaft (Phloem) der Blätter und Zweige von Laubbäumen und Sträuchern. Die Art ist polyphag, das heißt, sie ist wenig wählerisch hinsichtlich ihrer Nahrung. Sie bevorzugt zwar Eichen (Quercus), besaugt aber auch eine Vielzahl weiterer Gehölze wie Birken (Betula), Pappeln (Populus) und gelegentlich Linden (Tilia), Buchen (Fagus), Apfel (Malus), Ahorne (Acer), Erlen (Alnus) und Haseln (Corylus). Die Tiere halten sich überwiegend in den Baumwipfeln auf. Imagines fliegen nachts gerne ans Licht und sind daher manchmal in Wohnungen oder unter Leuchtreklamen zu entdecken.
Die Echte Ohrzikade ist in Mitteleuropa eine der wenigen Zikadenarten mit einer mehrjährigen (semivoltinen) Larvenentwicklung. Sie überwintert zunächst als Junglarve und überdauert, nach mehreren Häutungen, den zweiten Winter als ältere Larve. Die Imagines sind kurzlebig und erscheinen ab Mitte Juni bis Anfang Oktober. Es gibt einzelne Sichtungen bis Mitte November. Die Fortpflanzung und Eiablage findet etwa von Juli bis August statt.

## Systematik
Die Art wurde von Linné, als Cicada aurita, erstbeschrieben, es ist die Typusart der Gattung Ledra Fabricius, 1803. Die Gattung umfasst mehr als 40 Arten, mit Verbreitungszentrum in Ostasien. Ledra aurita ist die einzige europäische Art der Gattung, wie auch der ganzen Unterfamilie Ledrinae.